# Фрідман Ілля
Ілля Фрідман (1937, Москва, СРСР) — радянський хокеїст, нападник.

## Спортивна кар'єра
З 1956 року виступав за команди з вищої ліги радянського хокею: «Буревісник» (Москва), СКА (Калінін) і «Даугава» (Рига). Влітку 1963 року Ілля Фрідман і Юрій Бистров стали першими гравцями новоствореної команди «Динамо» (Київ). За український клуб відіграв три сезони, у тому числі і перший в елітному дивізіоні (1965/1966).

## Статистика
| Сезон   | Клуб                  | Ліга  | І  | Г  | П | О  | ШХ |
| ------- | --------------------- | ----- | -- | -- | - | -- | -- |
| 1956-57 | «Буревісник» (Москва) | вища  |    | 8  |   |    |    |
| 1959-60 | СКВО (Калінін)        | вища  |    | 1  |   |    |    |
| 1960-61 | СКА (Калінін)         | вища  | 8  | 2  |   |    |    |
| 1961-62 | «Даугава» (Рига)      | вища  | 37 | 12 | 0 | 12 | 11 |
| 1962-63 | «Даугава» (Рига)      | вища  | 33 | 10 | 1 | 11 | 8  |
| 1963-64 | «Динамо» (Київ)       | перша | 39 | 13 | 1 | 14 |    |
| 1964-65 | «Динамо» (Київ)       | перша | 39 | 17 | 4 | 21 | 8  |
| 1965-66 | «Динамо» (Київ)       | вища  | 29 | 5  | 1 | 6  | 8  |